# L'Héritière de la manade
L'Héritière de la manade è un cortometraggio muto del 1917 diretto da Stacia Napierkowska. Si tratta dell'unico film di cui la danzatrice firmi la regia ed è uno degli ultimi di quelli da lei interpretati. L'attrice interruppe infatti la sua carriera cinematografica nel 1917, riprendendola poi nel 1921 con L'Atlantide, per ritirarsi definitivamente nel 1926.

## Produzione
Il film fu prodotto nel 1917.

## Distribuzione
Non si hanno notizie sulla sua distribuzione.